# Mercedes 28/95
 (juin 2024).
La mise en forme du texte ne suit pas les recommandations de Wikipédia : il faut le « wikifier ».
Les points d'amélioration suivants sont les cas les plus fréquents. Le détail des points à revoir est peut-être précisé sur la page de discussion.
- Les titres sont pré-formatés par le logiciel. Ils ne sont ni en capitales, ni en gras.
- Le texte ne doit pas être écrit en capitales (les noms de famille non plus), ni en gras, ni en italique, ni en « petit »…
- Le gras n'est utilisé que pour surligner le titre de l'article dans l'introduction, une seule fois.
- L'italique est rarement utilisé : mots en langue étrangère, titres d'œuvres, noms de bateaux, etc.
- Les citations ne sont pas en italique mais en corps de texte normal. Elles sont entourées par des guillemets français : « et ».
- Les listes à puces sont à éviter, des paragraphes rédigés étant largement préférés. Les tableaux sont à réserver à la présentation de données structurées (résultats, etc.).
- Les appels de note de bas de page (petits chiffres en exposant, introduits par l'outil «  Source ») sont à placer entre la fin de phrase et le point final[comme ça].
- Les liens internes (vers d'autres articles de Wikipédia) sont à choisir avec parcimonie. Créez des liens vers des articles approfondissant le sujet. Les termes génériques sans rapport avec le sujet sont à éviter, ainsi que les répétitions de liens vers un même terme.
- Les liens externes sont à placer uniquement dans une section « Liens externes », à la fin de l'article. Ces liens sont à choisir avec parcimonie suivant les règles définies. Si un lien sert de source à l'article, son insertion dans le texte est à faire par les notes de bas de page.
- La présentation des références doit suivre les conventions bibliographiques. Il est recommandé d'utiliser les modèles {{Ouvrage}}, {{Chapitre}}, {{Article}}, {{Lien web}} et/ou {{Bibliographie}}. Le mode d'édition visuel peut mettre en forme automatiquement les références.
- Insérer une infobox (cadre d'informations à droite) n'est pas obligatoire pour parachever la mise en page.

Pour une aide détaillée, merci de consulter Aide:Wikification.
Si vous pensez que ces points ont été résolus, vous pouvez retirer ce bandeau et améliorer la mise en forme d'un autre article.
La Mercedes 28/95 PS, est un véhicule de luxe de Daimler-Motoren-Gesellschaft (DMG).
La 28/95 ch est une voiture de tourisme de luxe qui a été produite de 1914 à 1924, avec des interruptions pendant la Première Guerre mondiale, par Daimler Motoren Gesellschaft sous la marque Mercedes.
Ce modèle a été lancé en 1914 et abandonné en 1915 pour le moment. Le véhicule a remplacé le modèle 38/100 ch, qui avait une cylindrée nettement plus importante mais des performances similaires.
Le 28/95 ch était donc une voiture positionnée un cran au-dessus du 28/60 ch contemporain avec une cylindrée similaire. Ses qualités de performance supérieures en ont fait le précurseur de ce qu’est aujourd’hui une Classe S. Avant la Première Guerre mondiale, le 28/95 ch était le modèle haut de gamme de la société allemande. Malgré la technologie convaincante, seuls 25 exemplaires de ce modèle ont été produits jusqu’en 1915.

## Spécifications

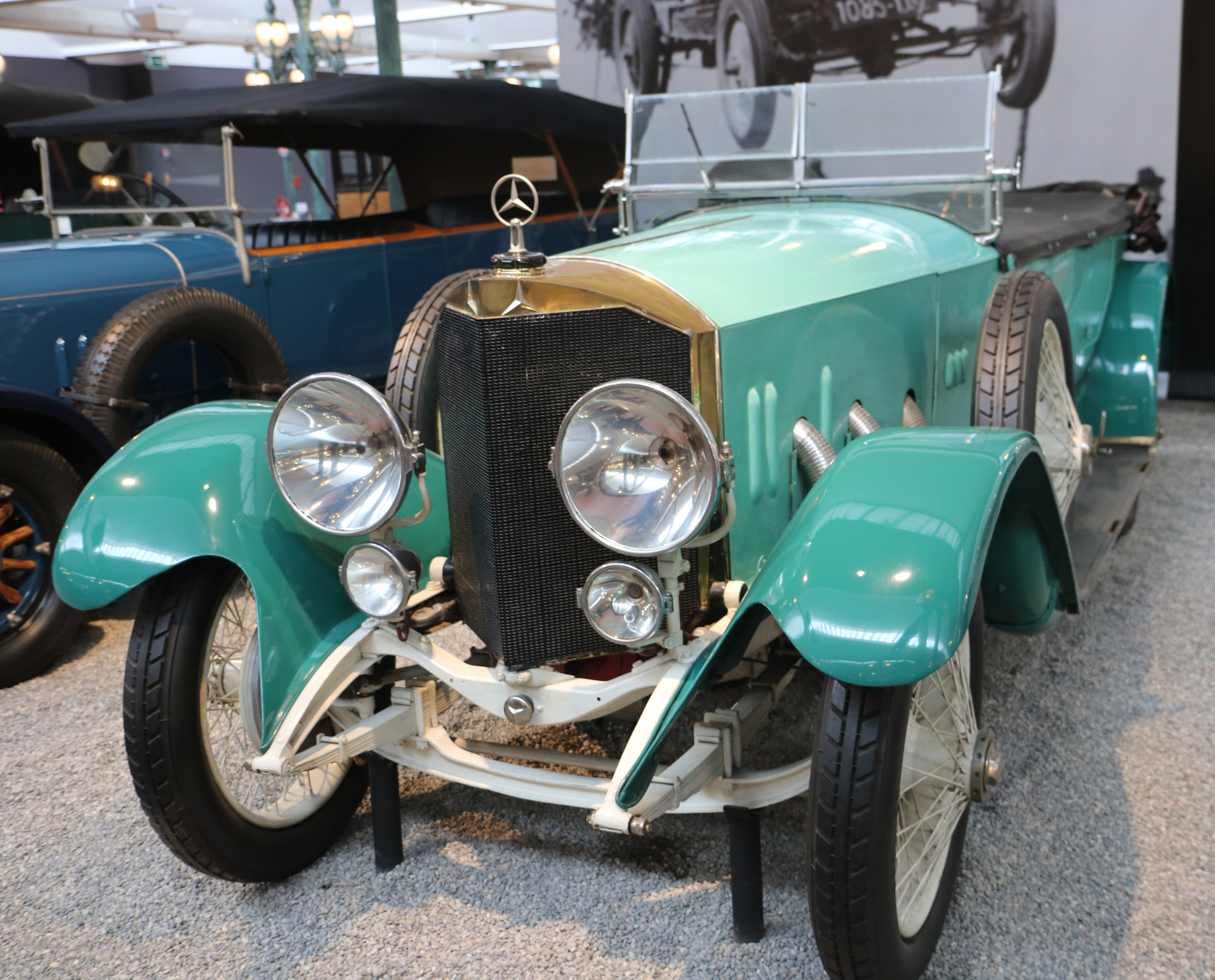
Mercedes-Benz "Torpédo" type 28/95 PS.

Après la guerre, le 28/95 ch a été ajouté à nouveau à la gamme en 1920 et produit jusqu’en 1924. Un total de 590 unités du véhicule ont été produites en 1924. Ce chiffre semble le plus plausible, bien que d’autres sources donnent des valeurs de 560 à 600 pièces.
Le 28/95 ch était équipé d’un moteur conçu par Paul Daimler. Il s’inspire du moteur DF 80, utilisé dans l’aviation. À partir du moteur d’avion dit Kaiserpreis, une unité adaptée à une voiture a été développée pour la nouvelle voiture de course de Grand Prix. Le moteur 6 cylindres en ligne de 7274 cm³ (105 × 140 mm), propulsé par deux carburateurs Pallas, avait des soupapes en tête en forme de V contrôlées par un arbre à cames en tête. Les carburateurs Pallas ont ensuite été remplacés par deux carburateurs Mercedes internes. L’entraînement était assuré par un arbre vertical. Ces innovations ont été à la base de l’augmentation significative de la puissance maximale, qui a atteint 90 ch à 1800 tr/min.
Son moteur six cylindres en ligne OHC avec arbre à cames en tête et arbre vertical a une cylindrée de 7 274 cm³ et délivre 66 kW (90 ch) en mode aspiration.
Un allumage par magnéto haute tension a assuré un processus de combustion optimal. Le moteur a été optimisé pour une construction légère avec des pistons en aluminium et un carter en aluminium. Cependant, des inserts en acier ont été utilisés pour les cylindres et certaines parties de l’enveloppe de liquide de refroidissement. Le moteur a été démarré électriquement au moyen d’un démarreur de 12 volts. L’alimentation en carburant était assurée par une pompe à vide à partir du grand réservoir de 110 litres. Le moteur, énorme pour aujourd’hui, nécessitait en moyenne 26 litres de carburant aux 100 km. Cependant, ce moteur fortement emprunté à l’aviation n’a jamais été utilisé comme moteur d’avion.
La puissance du moteur à l’avant était transmise à la boîte de vitesses via un embrayage à double cône en cuir. La surface du cuir a dû être changée assez souvent. La boîte de vitesses avait quatre vitesses. Le premier rapport avait un rapport de réduction de 3,75, le second de 2,10, le troisième de 1,35 et le quatrième était directement conçu avec 1,00.
La puissance était transmise à l’essieu arrière via un arbre à cardan. Le client avait le choix entre les rapports de pont suivants. 2,39; 2,59; 3.00. Sur demande, cependant, d’autres rapports de réduction peuvent également être commandés. Selon le rapport de transmission et la taille des pneus, des vitesses de 110 km/h à 138 km/h ont été atteintes. Cependant, l’état de la route à l’époque ne permettait guère des vitesses supérieures à 100 km/h.
Le véhicule était équipé de série du radiateur pointu, qui fonctionnait en forme de V. Le bouchon de radiateur était souvent équipé de mascottes de radiateur individuelles. Les trois tuyaux d’échappement externes n’étaient initialement disponibles que sur demande et moyennant un supplément. Ces impressionnants tuyaux métalliques ont ensuite été une caractéristique distinctive pour les moteurs martiaux suralimentés. Cependant, en dehors des tests internes en usine, ce véhicule n’a pas été livré avec un compresseur.
Le châssis était conventionnellement relié au cadre en U avec des essieux rigides à l’avant et à l’arrière par des demi-ressorts.
L’empattement était de 3390 mm ou 3555 mm pour la version longue. La largeur de voie était de 1400 mm à l’avant et de 1350 mm à l’arrière. La taille du véhicule en tant que Phaeton était de 4650 mm de long, 1580 mm de large et 1600 mm de haut. Le poids du véhicule était de 1800 kg et le poids total autorisé était de 2200 kg. Cela signifiait que la voiture pouvait être chargée avec une charge utile allant jusqu’à 400 kg.
Il n’y a guère eu d’améliorations majeures pendant presque toute la période de production. Ce n’est qu’en 1923 qu’il y a eu une innovation majeure dans laquelle le système de freinage n’agissait plus seulement sur l’arbre de transmission, mais freinait les quatre roues via des freins à tambour. Le comportement de freinage était tellement meilleur que celui des autres véhicules qu’en Allemagne, un panneau d’avertissement devait parfois être porté avec une référence à la performance de freinage.
La voiture pouvait être commandée en biplace, en phaéton, en berline, en phaéton de tourisme, en biplace de course, en biplace sportive, en phéton sport, en coupé de ville ou même en noble planche d’acajou. Cependant, la plupart des véhicules sont allés aux États-Unis uniquement sous forme de châssis. Les véhicules y étaient évalués malgré les prix élevés.
Sur place, ceux-ci étaient équipés de carrosseries de carrossiers américains. Beaucoup de gens ont trouvé les formes et le style beaucoup plus élégants que les corps conservateurs de Sindelfingen. Les véhicules étaient alors principalement destinés aux clients en tant que voitures de tourisme ou berlines sport.
Un carrossier américain était la société Murphy.
La vitesse de pointe élevée allant jusqu’à 140 km/h réalisable à partir du 28/95 ch a incité l’entreprise à préparer quelques exemplaires en tant que voitures de sport pour les compétitions : c’est ainsi qu’en 1921 est née la voiture de course 28/95 ch, dont la puissance a été portée à 99 ch à 1800 tr/min.
L’une des versions de course les plus célèbres basées sur le 28/95 ch était le 28/95/140 ch, qui était suralimenté et délivrait brièvement une puissance maximale allant jusqu’à 140 ch. Sans le compresseur allumé, la puissance était de 95 ch.
En 1921, lors de la douzième édition de la Targa Florio, la Mercedes 28/95 ch de Max Sailer franchit la ligne d’arrivée à la deuxième place et établit le record du tour le plus rapide.
En 1926, le modèle a été remplacé par la Mercedes 15/70/100 PS.

## Chitty Bang Bang 28/95
Louis Zborowski a construit quatre voitures de course avec Clive Gallop à Higham Park. Chitty 3 était basé sur une modification d’un châssis Mercedes 28/95 avec un moteur d’avion Mercedes D.III de 15 litres et a été désigné comme un six cylindres de 160 ch (120 kW) avec un arbre à cames en tête « White Mercedes » réglé à 180 ch (130 kW).

## Chiffres de production 28/95
| Année | 1914 | 1915 |  | 1920 | 1921 | 1922 | 1923 | 1924 | total |
| ----- | ---- | ---- |  | ---- | ---- | ---- | ---- | ---- | ----- |
| 28/95 | 20   | 5    |  | *    | *    | *    | 139  | 134  | 590   |